# Revoltage
Revoltage er en dansk rapgruppe som blev dannet i 2005 på Nørrebro. Folkene bag Revoltage har lavet hip-hop igennem ti år, og indspillede deres første demo i Skårup ungdomsklub sommeren 1998, og har blandt andet spillet sammen med Per Vers, Supajan, og Johan Olsen. De vandt også prisen for årets nye navn ved Danskrap Awards 2008.
Gruppen har tidligere eksisteret under navnene "Tretredjedele" og "Låkums Poeterne".

## Diskografi
- Kaos I Myldretiden (2007)
- Elektricitet (2011)